# Докелтски период
Докелтският период е епохата, непосредствено предшестваща разселването на келтите в Централна и Западна Европа.
Той обхваща множество разнородни археологически култури от бронзовата епоха, свързвани както с прединдоевропейски, така и с индоевропейски общности. След VIII век пр.н.е. в големи части от Европа те са изместени от свързваните с келтите халщатска и латенска култура.